# Muzeum Historii Armenii
Muzeum Historii Armenii – muzeum w Erywaniu, najważniejsza tego typu placówka w Armenii. Muzeum znajduje się w gmachu, w którym mieści się także Narodowa Galeria Armenii. Budynek leży po wschodniej stronie Placu Republiki.
Muzeum czynne jest od wtorku do soboty od godz. 11 do 18 (wejścia do godz. 17:15) i w niedzielę od godz. 11 do 17 (wejścia do godz. 16:15). Muzeum zamknięte jest w poniedziałki i w święta narodowe Armenii.

## Historia
9 września 1919 parlament Demokratycznej Republiki Armenii, zgodnie z ustawą nr 439, założył muzeum, które początkowo nosiło nazwę Etnograficzno-Antropologiczne Muzeum. Nazwę muzeum zmieniano kilkukrotnie – Państwowe Centralne Muzeum Armenii (1926), Historyczne Muzeum (1935), Muzeum Historii Państwa Armenii (1962), Muzeum Kulturalno-Historyczne (2000) i ostatecznie (od 2003) Muzeum Historii Armenii. Muzeum przyjęło pierwszych gości w dniu 20 sierpnia 1921. Jego pierwszym dyrektorem był Jerwand Lalajan.
Muzeum Historii Armenii powstało dzięki zbiorom Ormiańskiego Towarzystwa Etnograficznego Kaukazu, Muzeum Ormiańskich Antyków z Nowego Nachiczewanu, Muzeum Starożytności z Ani i Repozytorium Starożytnych Manuskryptów z Wagharszapat. Początkowa kolekcja liczyła 15 289 obiektów.
W 1935 Komitet Centralny Komunistycznej Partii Armenii podjął decyzję o utworzeniu odrębnych muzeów. Muzea te otrzymały obiekty, które pierwotnie były częścią Muzeum Historii Armenii:
- Muzeum Sztuki Armeńskiej SRR zostało zorganizowane na bazie Departamentu Sztuki Muzeum Historii Armenii (dzisiejszej Narodowej Galerii Armenii); 1660 obiekty zostały przekazane do nowo powstałego Muzeum Sztuki.
- Muzeum Literatury (dzisiejsze Muzeum Literatury i Sztuki im. Czarenca) było zorganizowane na bazie Departamentu Literatury Muzeum Historii Armenii; 301 obiekty i 1298 rękopisów zostały przekazane do nowo powstałego Muzeum Literatury.

Założone w 1978 Państwowe Muzeum Etnograficzne otrzymało 1428 obiektów i 584 zdjęć. Państwo finansuje muzeum i jest właścicielem zarówno kolekcji, jak i budynku.

## Kolekcja
Obecnie muzeum podzielone jest na pięć departamentów: archeologii (35 procent głównej kolekcji), etnografii (8 procent), numizmatyki (45 procent), dokumentów (12 procent) oraz nowej i współczesnej historii.
W Muzeum Historii Armenii znajduje się kolekcja 400 000 przedmiotów.
Muzeum ukazuje historię od czasów epoki kamienia (wykopaliska z grot w wąwozie rzeki Hrazdan), poprzez eksponaty z 3000 lat p.n.e. (znaleziska z Mecamor), epokę królestwa Urartu, do ukształtowania się narodu ormiańskiego w VI w. p.n.e. Dalsza część ekspozycji dotyczy okresu wpływów greckich, początków chrześcijaństwa, związków kulturowych starożytnej Armenii z Egiptem, Asyrią, Rzymem i Bizancjum, wojen z Persją i Arabami, długich lat okupacji tureckiej i perskiej. W muzeum zobaczyć można m.in. średniowieczne chaczkary, dawne stroje, biżuterię, makiety zniszczonych osiedli i kościołów. W kolekcji numizmatycznej można ujrzeć duży zbiór złotych, srebrnych i miedzianych monet pochodzenia greckiego, macedońskiego, partyjskiego, rzymskiego, arabskiego, bizantyńskiego i ormiańskiego.

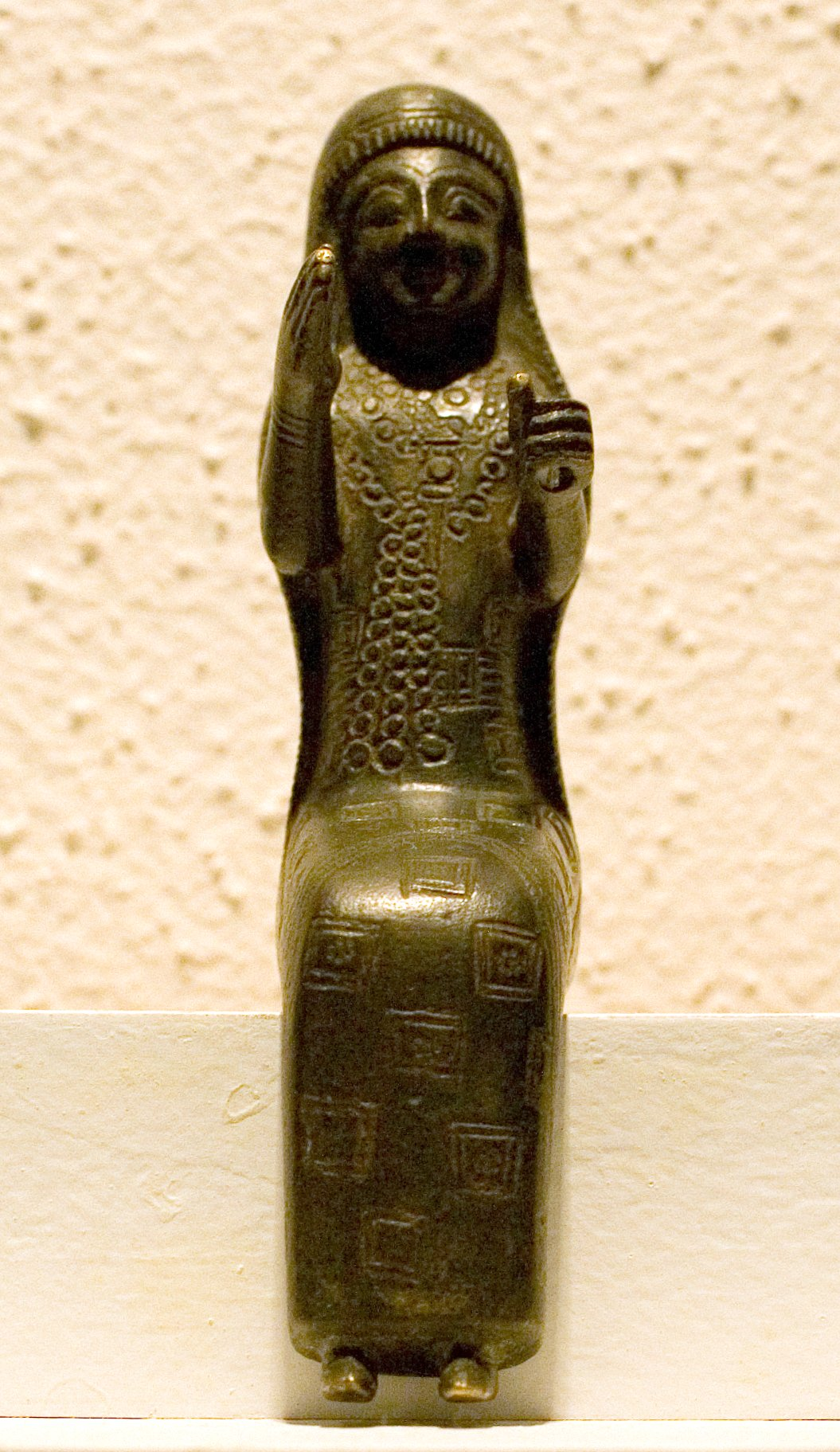
Bogini Arubaini
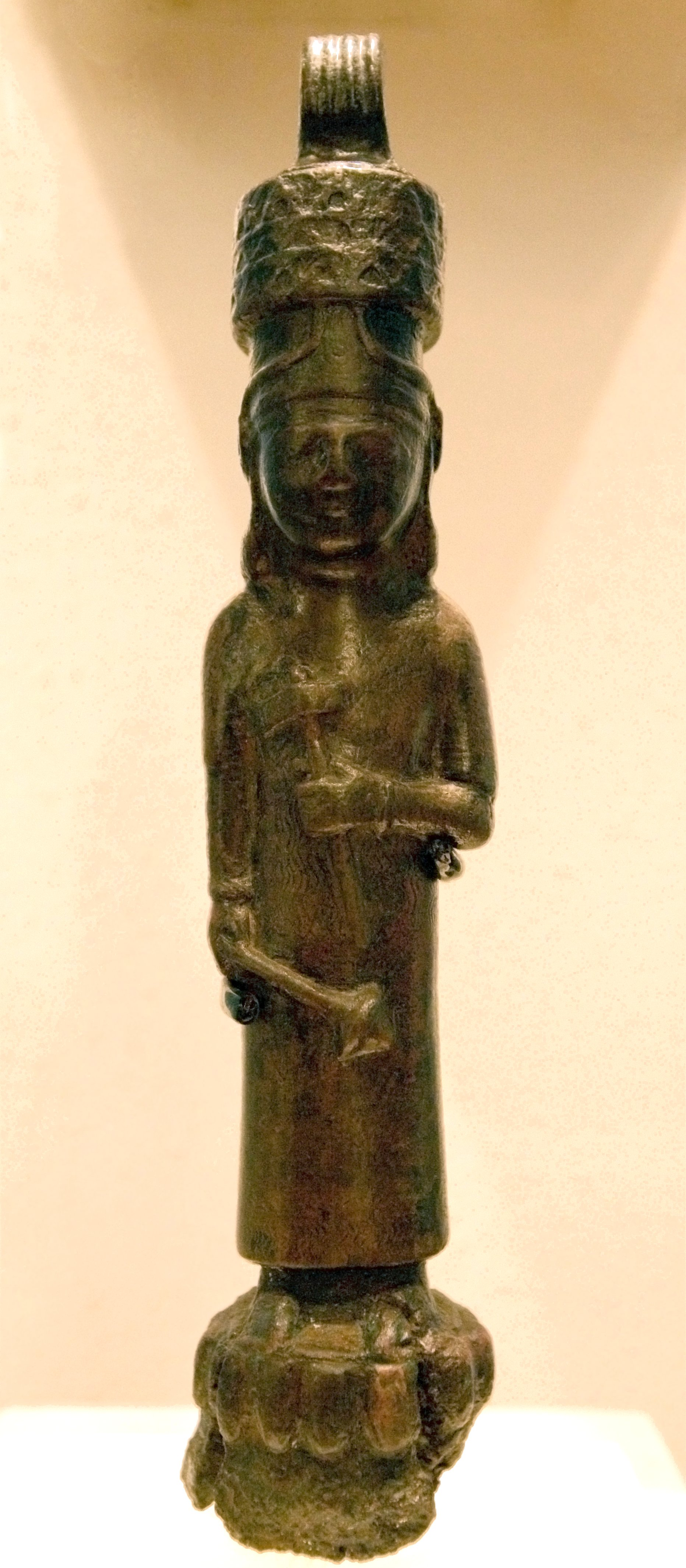
Bogini Tejszeba
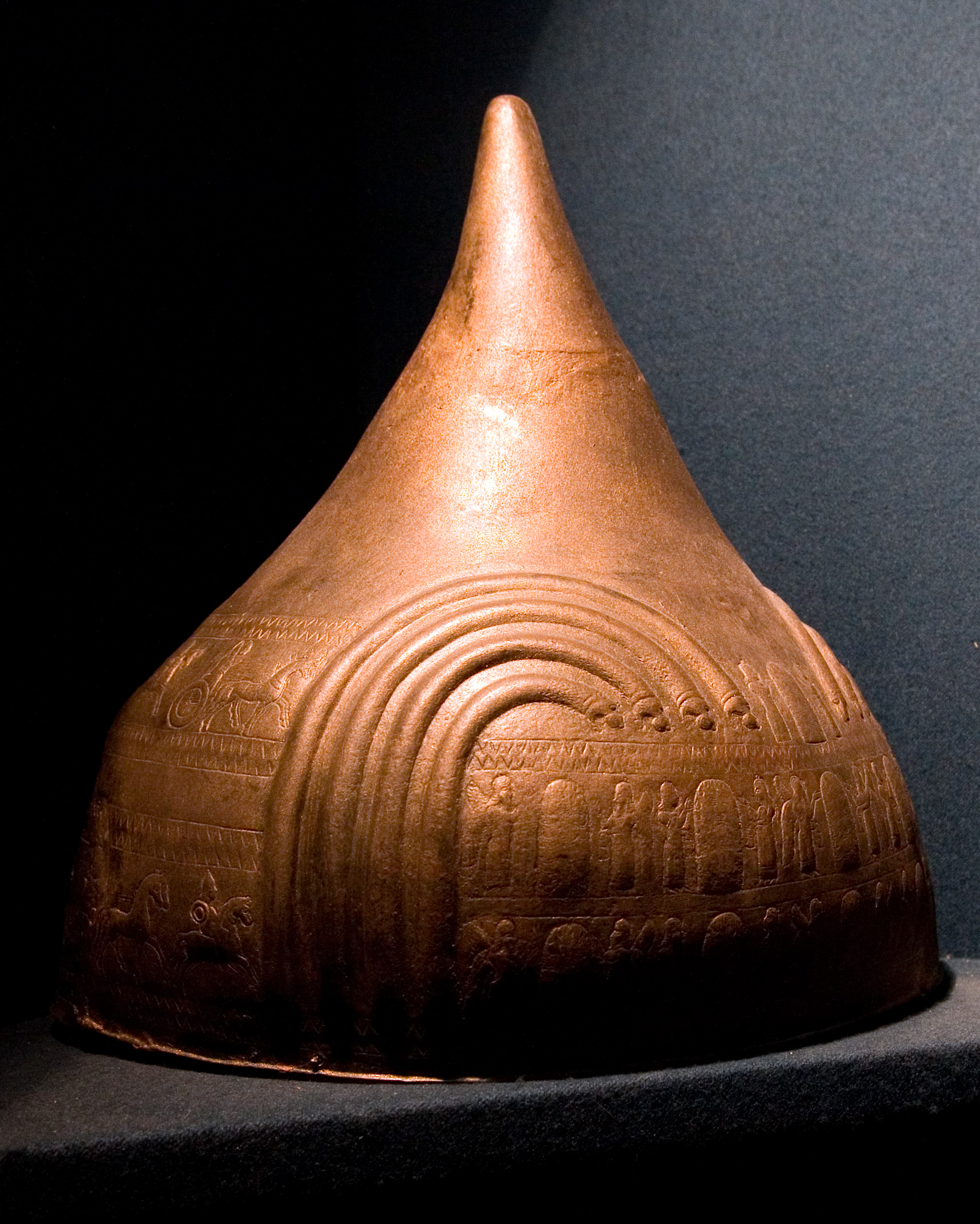
Urartyjski hełm z brązu
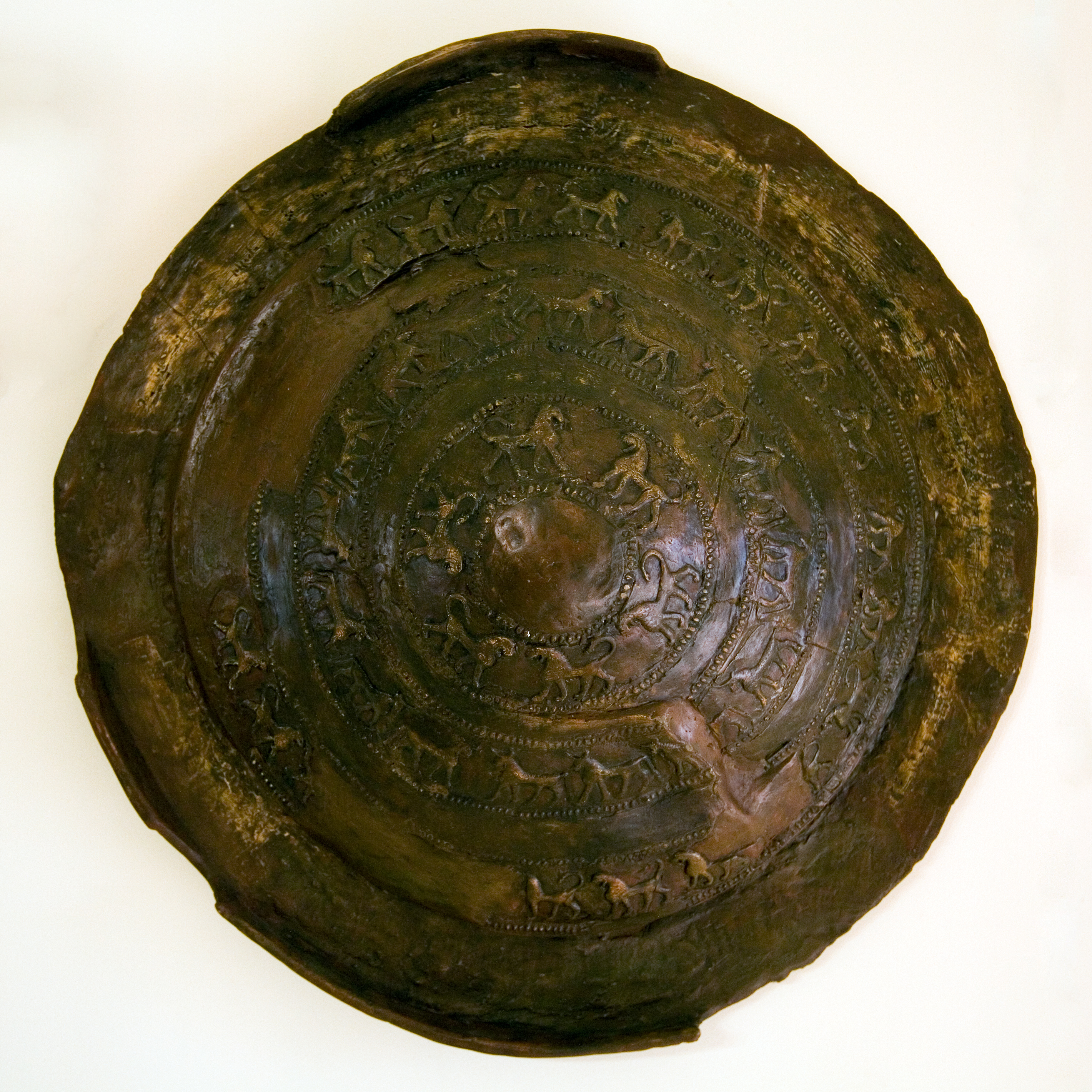
Urartyjska tarcza Sarduriego II
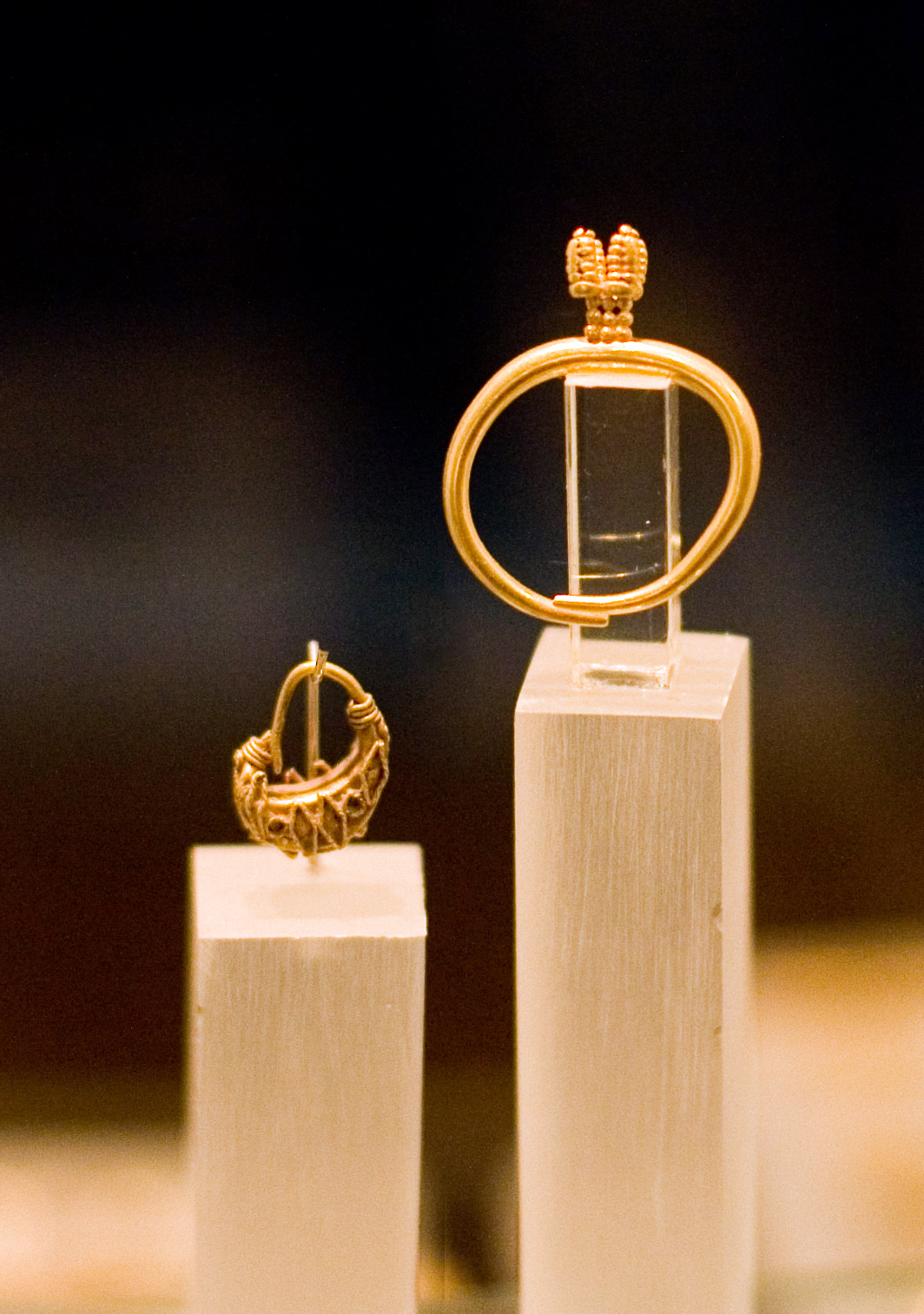
Urartyjska biżuteria
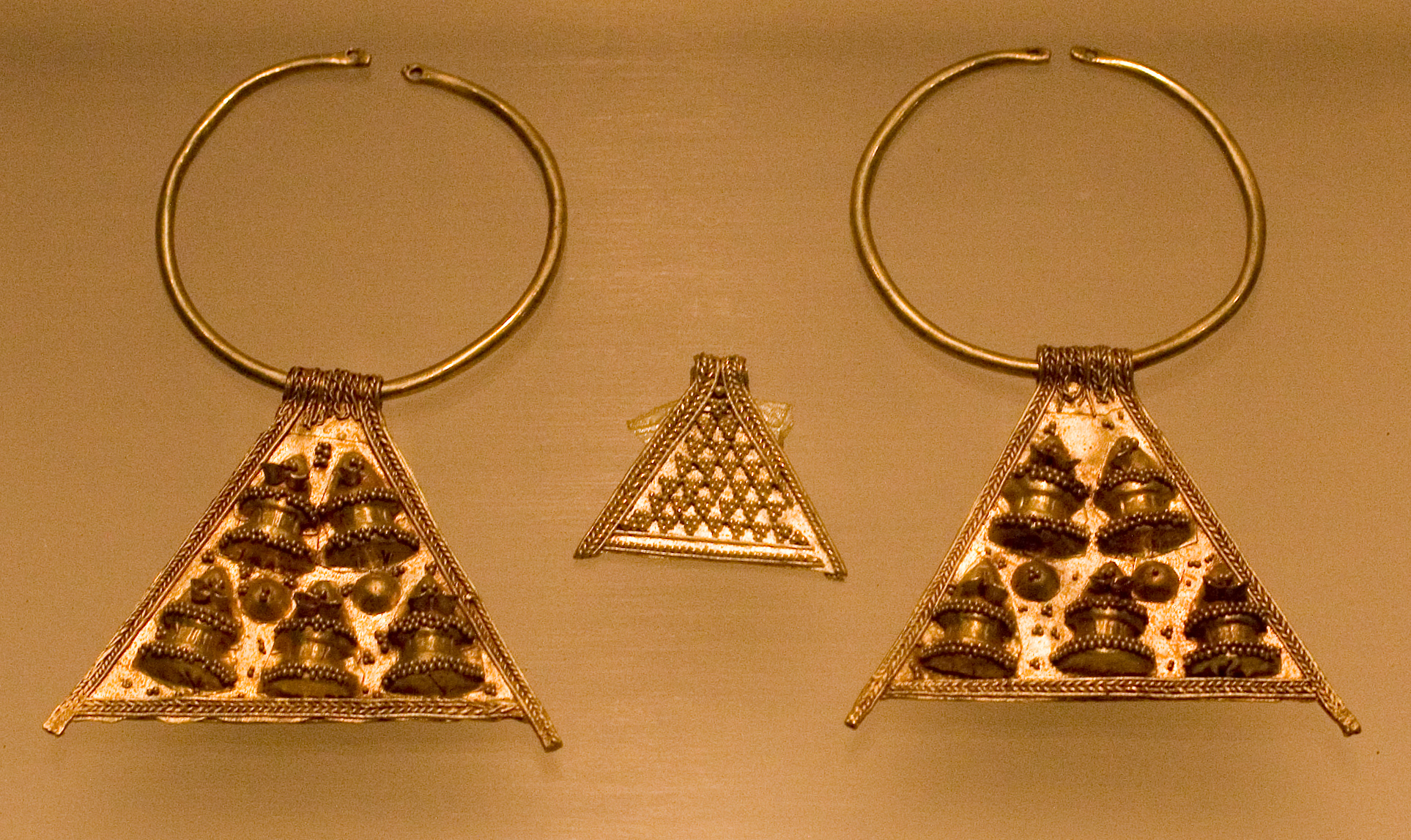
Urartyjskie kolczyki